# Канурка
Канурка (також використовується написання Конурка ) - озеро штучного походження на півдні Чилгірського сільського муніципального утворення в  Яшкульском районі  Калмикії. Озеро Канурка було утворено в 1974 році в природному зниженні місцевості, як накопичувач скидних і дренажних вод  Черноземельскої зрошувально-обводнювальних систем. Має рибогосподарське значення. 

## Загальна фізико-географічна характеристика
Озеро розташоване в північно-західній частині Прикаспійської низовини, 52 км на північний захід від селища Яшкуль, в безпосередній близькості від селища Чилгір. Зріз води - 5,2 м нижче рівня світового океану.
Озеро має округлу форму, максимальна довжина - 3,1 км, ширина - 1,6 км, площа - до 8,20 км². Мілководне, середня глибина - 2,1 м, максимальна до 6,3 метра. Береги пологі .

### Гідрологія
Гідрологічний режим має антропогенний характер. Річний баланс озера позитивний, проте гідрологічний режим нестабільний. Максимальний рівень у водоймі відзначається навесні і восени в період надходження в нього скидних вод, влітку він зменшується в 1,2-1,4 рази.

### Гідрохімія
Гідрохімічні показники знаходяться в межах допустимих норм. Середньосезонна мінералізація води не перевищує 2,6 г / л. Хімічне споживання кисню, як показник вмісту органічних речовин, коливається в межах 12,5-13,8 МГО/л.

## Тваринний та рослинний світ
Водоймище інтенсивно заростає рослинністю, серед якої переважають: Очерет звичайний, Рогіз вузьколистий, Рдесник гребінчастий, Рдесник кучерявий, Кушир.
Провідну роль навесні грають діатомові водорості, з переважанням роду Cyclotella, Navikyla. У літні місяці інтенсивно розвиваються синьо-зелені водорості і зелені, представлені в основному, протококкові. Найбільш численні представники роду Snedesmus. До осені в розвитку фітопланктону відзначається спад. Середньосезонна біомаса фітопланктону - 16,5 г/л. За кількісними показниками фітопланктону і по величині первинної продукції озеро Канурка можна віднести до середньокормових (8,9 г/м3).
Зоопланктон представлений 16 видами родів Rotatoria, Copepoda та Cladocera. Провідною за чисельністю і біомасою була група Copepoda. Динаміка загальної маси зоопланктону протягом сезону представлена у вигляді двухвершинної кривої з максимумами в червні і вересні. Середньосезонна біомаса зоопланктону складає в середньому 1,95 г / м3. За рівнем розвитку зоопланктону - середньокормовий.
Бентос водойми представлений організмами, які належать до семи класів, але переважно організмами двох комплексів: пелофільного і фітофільного. Найбільш багато представлений клас комах. За видовою різноманітністю домінує група хірономіди. Динаміка бентоса характеризується максимальними значеннями чисельності і біомаси навесні, зниженням влітку і збільшенням до осені за рахунок ослаблення преса хижаків, зростання личинок  хирономід осінньої генерації. За рівнем розвитку бентосу - средньокормовий (2,4 — 3,9 г/м2). 
Іхтиофауна водойми формується стихійно за рахунок Черноземельского зрошувального каналу і включає в даний час 15 видів риб. Домінують: Карась, Короп звичайний, із хижаків - Судак, Окунь, Щука.